# Observatoire de l'énergie

Exemple de graphique d'observation de consommation énergétique(dans le monde). Ces observations permettent notamment aux prospectivistes de dimensionner certaines installations, préparer des investissements (y compris d'économies d'énergie) ou d'apprécier et anticiper les risques de crise énergétique

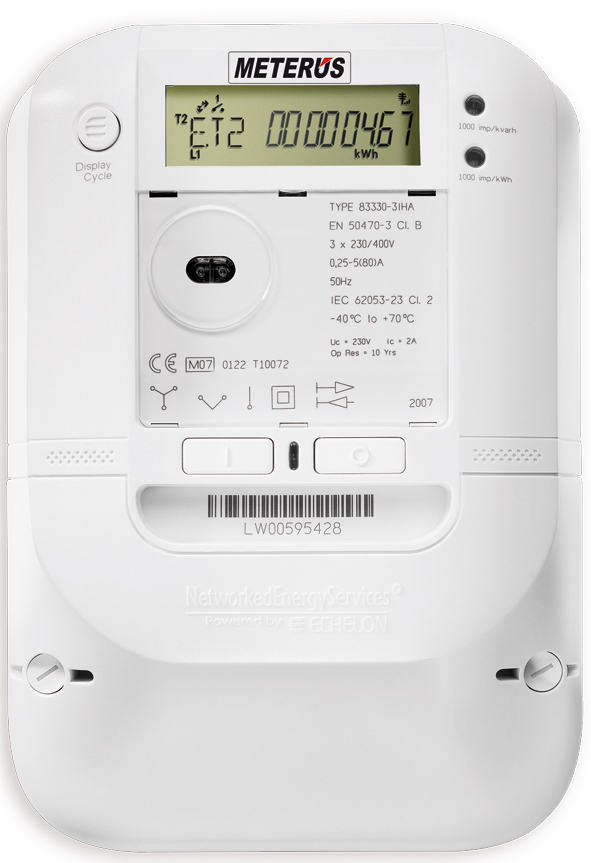
À l'avenir, des compteurs communicants, tels que celui-ci, utilisé en Allemagne pourraient permettre d'affiner les statistiques en matière de consommation d'énergie, pouvant même en retour déconnecter une installation ou y réduire la puissance demandée.

Les observatoires de l'énergie et des émissions de gaz à effet de serre sont le plus souvent des observatoires régionaux, permettant de connaitre la situation énergétique des régions, en termes de bilan, tendance, état des lieux quantitatifs et techniques, sur la base d’indicateurs. 

Ce sont des outils et lieux d’information, de synthèse ainsi que de prospective et d'aide à la décision.
Dans de nombreux pays, les observations régionales sont rassemblées au niveau national pour produire des statistiques, elles-mêmes collectées par l’Europe (Eurobaromètre…), l’ONU ou des ONG.  

La FEDARENE rassemble les agences européennes de l’environnement et de l’énergie.
Ces observatoires, éventuellement intégrés dans un observatoire de l'environnement, plus général, permettent d’évaluer les politiques sur la lutte contre le changement climatique, et aussi d’axer les politiques énergétiques et certaines politiques économiques.

## Dans le Monde
Il existe des Observatoires de l’énergie par exemple Observ'ER qui publie un « baromètre des énergies renouvelables dans l’Union européenne »
Remarque : En matière d’observation, les anglophones parlent plutôt de « monitoring » de l’environnement.

## En France
S’il existe des « Observatoires de l'énergie en France », c’est en tant qu’outil d’aide à la décision pour les collectivités qui s’en sont dotées, et pour pouvoir répondre aux engagements de la France sur la lutte contre le changement climatique (sommet de Rio (1992) avec la Convention Cadre des Nations unies, Protocole de Kyoto, Paquet climat-énergie de l’Union européenne…)

### Objectifs
- Développer, valider et diffuser la connaissance au niveau régional sur les consommations-productions d’énergie et des émissions de gaz à effet de serre ;
- Constituer un lieu d’échange et de concertation entre les acteurs liés aux secteurs de l’énergie (du producteur au consommateur en passant par les gestionnaires de réseaux)  et/ou concernés par le dérèglement climatique ;
- Aider au suivi et à la mise en place des politiques de maîtrise de l'énergie et de lutte contre le changement climatique, ou d’adaptation.

### Missions
- Collecter des informations qui nécessitent un recensement, régulièrement mise à jour de données.
- Répondre à des questions qui impliquent d’avoir une bonne maitrise des outils statistiques.
- Analyser signifie mettre en relation les consommations d’énergie et l’émission de gaz à effet de serre avec les acteurs de la Région, évaluer l’efficience énergétique.
- Comprendre pourquoi on consomme plus ou moins énergétiquement et connaitre la cause des émissions de gaz à effet de serre.
- Produire et analyser des « cadastres d’émission »
- Valoriser l’information, par exemple en mettant en évidence certaines conclusions via des supports de communication (graphique, SIG, publication…)

### Tendances et perspectives
De nouveaux outils pour mesurer les consommations d’énergies sont créés comme les compteurs communicants de type Linky ou les smarts grids.
- Linky est en fait un compteur électrique communicant, il permettrait aux gestionnaires du réseau de gagner du temps, de l'argent et des salaires car ils ne seront plus obligés de déplacer quelqu'un et de le payer pour effectuer les relevés des compteurs. Pour l’instant Linky est en phase d’expérimentation.
- Les smarts grids sont des réseaux intelligents, ils déconnectent des appareils électriques non primordiaux lors de forte demande en électricité. Ce nouveau réseau sert avant tout à limiter les risques d’apparition de pointes électrique. Toutefois ce réseau est encore au stade de projet, d’expérimentation.

Ces nouveaux outils posent de nouvelles questions en termes d’éthique environnementale, car apportant des informations sur la vie privée du consommateur.